# المقرن (تونس)
المَقرن أو مقرن (بالأمازيغية: amger ⴰⵎⴳⴻⵔ) هي قرية تابعة لمعتمدية زغوان بالشمال التونسي وتبعد على مركز الولاية بحوالي 5 كلم. وتوجد بها مدرسة و مؤسستان للتعليم العالي إحداهما وهي الأقدم المدرسة العليا للفلاحة بالمقرن.
كلمة مقرن هي كلمة أمازيغية و أصلها «أمڨرن»، ومعناها بالأمازيغية «المنجل».
1. ↑  "المناطق الترابية (العمادات) حسب الولايات والمعتمديات". اطلع عليه بتاريخ 2024-11-30.